# Commander-in-Chief, Africa
Commander-in-Chief, Africa (en français : Commandant en chef, Afrique) est un poste de commandement supérieur de la Royal Navy britannique, existant du XIXe au XXe siècle. Le titulaire de cet office était responsable des navires et des établissements à terre de la marine en Afrique du Sud de 1795 à 1939.
Sous différents titres, elle a été l'une des formations les plus durables de la Royal Navy. Elle était aussi souvent connue sous le nom de Station du Cap de Bonne Espérance.

## Historique

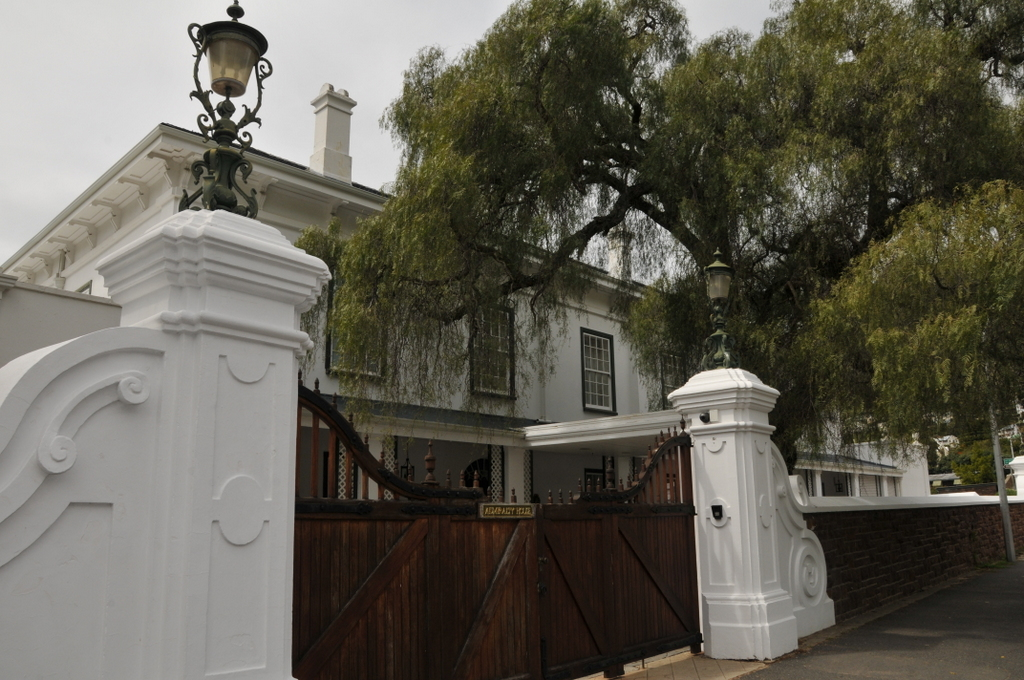
Maison de l'Amirauté à Simon's Town

De 1750 à 1779, le Cap de Bonne-Espérance a pris une importance stratégique en raison de la concurrence croissante entre la France et la Grande-Bretagne pour le contrôle des mers. En 1780, la Hollande a rejoint la guerre d'indépendance américaine en s'alliant avec la France et l'Espagne contre la Grande-Bretagne ; le gouvernement britannique, conscient des conséquences de la chute du Cap de Bonne-Espérance et de l'impact que cela aurait sur ses liens commerciaux avec l'Inde, a mis en place un plan pour capturer le Cap et éviter son utilisation par l'ennemi. La première tentative est soumise à des retards prolongés et le fait que les Français aient pu renforcer leurs défenses leur permet de le défendre avec succès contre l'attaque britannique. De 1781 à 1791, plusieurs tentatives ont été faites pour s'emparer de la station : toutes ont échoué et elle est restée sous le contrôle de la France. Les Français ont réussi à attaquer et à perturber la cargaison commerciale des navires de l'East India Company qui voyageaient entre le sous-continent asiatique et l'Europe. En 1792, les hostilités ont temporairement cessé et en 1793, les directeurs de l'East India Company ont exprimé leur inquiétude quant à la conservation du Cap par les Français. Le gouvernement britannique et l'Amirauté décident d'agir et réussissent à le reprendre en 1795 : la première base navale est établie à Table Bay.
En 1802, le gouvernement britannique accepte de rendre le Cap aux Néerlandais, mais cela n'est finalisé qu'en 1803 et dure jusqu'en 1806, lorsqu'une nouvelle administration britannique dirigée par William Pitt annule l'accord entre les deux pays et reprend le Cap en 1806, qui reste désormais sous contrôle britannique. En 1811, la Royal Navy a décidé de quitter sa base actuelle pour une nouvelle base dans la baie de Simon's Town ; cependant, les installations initiales ont pris environ trois ans pour être achevées et n'ont été prêtes qu'en 1814. De 1815 à 1849, la base a été principalement utilisée pour les travaux de rééquipement et de réparation des navires et a servi de port d'escale pour les experts nautiques qui cartographiaient la région. Au cours des années 1850 et 1860, des améliorations sont apportées aux installations de l'arsenal, certaines étant reconstruites afin d'accueillir de plus grands navires. Le 17 janvier 1865, il a été combiné avec la station des Indes orientales pour former la station des Indes orientales et du Cap de Bonne-Espérance; toutefois, la station a été recréée en tant que station distincte le 29 juillet 1867. À partir de 1870, elle a absorbé l'ancienne West Africa Squadron (escadron d'Afrique de l'Ouest). Au début de la seconde guerre des Boers en 1899, une longue période de paix relative avait existé ; la station est devenue la principale base pour les forces britanniques qui débarquaient et embarquaient pendant la guerre et pour les fournitures et les équipements expédiés de Grande-Bretagne pour la durée du conflit.

### Première Guerre mondiale
En 1910, un nouveau quai Est a été construit ainsi qu'une cale sèche qui s'est avérée opportune en cas de déclenchement de la Première Guerre mondiale. De 1914 à 1919, sa tâche principale était de rechercher et de détruire les raiders commerciaux allemands. Le HMS Pegasus est resté dans la station du Cap lorsque la Première Guerre mondiale a éclaté. Comme la probabilité d'une guerre avec l'Allemagne augmentait, le commandant en chef de la Cape Station, le contre-amiral Herbert King-Hall, a déployé ses navires afin de contrer la menace posée par le croiseur léger allemand Königsberg, basé à Dar es Salaam. Le 31 juillet 1914, le Pegasus a aperçu le Königsberg quittant Dar es Salaam, mais n'a pas pu suivre le croiseur allemand plus rapide,. King-Hall a reconnu que le Königsberg était surclassé par le Pegasus et a voulu que le Pegasus opère avec le croiseur Astraea tandis que son navire amiral Hyacinth opérait indépendamment pour protéger les routes commerciales autour du Cap, mais le 12 août, l'Amirauté a ordonné au Astraea de rejoindre le Hyacinth au large du Cap pour escorter les convois de troupes, laissant le Pegasus sans soutien à Zanzibar. Le 23 août, le Pegasus a navigué vers le port de Bagamoyo en Afrique orientale allemande avec l'intention de forcer une trêve afin que le port ne prenne plus part à la guerre. Des accords similaires avaient déjà été conclus avec les autorités de Dar es Salaam et de Tanga. Lorsque les autorités portuaires ont refusé d'accepter une telle trêve, le Pegasus a bombardé le poste de douane du port.

### Entre-deux-guerres
Pendant l'entre-deux-guerres, la station du Cap reprend les travaux d'entretien et de radoub des navires qui y sont stationnés et de ceux qui font route vers l'Asie.

### Seconde Guerre mondiale
En 1939, au début de la Seconde Guerre mondiale, la base a joué un rôle de premier plan dans la bataille de l'Atlantique et la chasse au cuirassé de poche allemand Admiral Graf Spee, qui a conduit à la bataille du Rio de la Plata. Après la fin de cet engagement, la station a cessé d'être un centre d'opérations de commandement, l'état-major de la marine étant transféré à la nouvelle station de l'Atlantique Sud (Commander-in-Chief, South Atlantic), dont le siège est à Freetown. La base navale a continué à faire partie de ce commandement jusqu'en 1957. En 1958, le gouvernement britannique a remis les installations à la marine sud-africaine.

## Commandants successifs
Les commandants en chef étaient :

### Commander-in-Chief, Cap de Bonne Espérance
- Vice admiral George Keith Elphinstone, (1795–96) [22]
- Rear admiral Thomas Pringle, (1796–98)
- Rear admiral Sir Hugh Cloberry Christian, (1798) [23]
- Vice-Admiral Sir Roger Curtis, (1799-03)

Note : de 1803 à 2006, une colonie néerlandaise.
- Commodore Sir Home Riggs Popham, (1806–07)
- Rear admiral Charles Stirling, (1807–08)
- Commodore Josias Rowley, (1808)
- Vice admiral Sir Albemarle Bertie, (1808–10) [24]
- Rear admiral Hon. Robert Stopford, (1810–12)
- Rear admiral Charles Tyler, (1812–14) [25]
- Rear admiral George Cockburn, (1815–16) [26]
- Rear admiral Robert Plampin, (1816–20) [27]
- Rear admiral Robert Lambert, (1820–21)
- Commodore James Lillicrap, (1821–22)
- Commodore Joseph Nourse, (1822–24) [1]
- Commodore Robert Moorsom, (1825)
- Commodore Hood Hanway Christian, (1825–27) [28]
- Commodore William Skipsey, (1827–28)
- Commodore Charles Schomberg, (1828–31) [29]
- Rear admiral Frederick Warren, (1831–34) [30]
- Rear admiral Patrick Campbell, (1834–37) [30]
- Rear admiral Hon. George Elliot, (1837–40) [30]
- Rear admiral Sir Edward Durnford King, (1840–41) [31]
- Rear admiral Hon. Josceline Percy, (1841–46) [32]
- Rear admiral James Dacres, (1846) [33]
- Rear admiral Barrington Reynolds, (1848–52)

Note : Liste incomplète des commandants de 1853 à 1857.

### Commander-in-Chief, Station Cap de Bonne Espérance et Station Afrique de l'Ouest
- Rear Admiral Sir Frederick Grey (1857-1860)
- Rear Admiral Sir Henry Keppel (1860)
- Rear Admiral Sir Baldwin Walker (1861-1865)

### Commander-in-Chief, East Indies & Cape of Good Hope Station
- Commodore Frederick Montresor (1865)
- Commodore Charles Hillyar (1865–1867)

### Commander-in-Chief, Station Cap de Bonne Espérance et Station Afrique de l'Ouest
- Commodore Sir William Dowell (1867-1871)
- Commodore Sir John Commerell (1871-1873)
- Commodore Sir William Hewett (1873-1876)
- Commodore Sir Francis Sullivan (1876-1879)
- Commodore Sir Frederick Richards (1879-1882)
- Rear Admiral Sir Nowell Salmon (1882-1885)
- Rear Admiral Sir Walter Hunt-Grubbe (1885-1888)
- Rear Admiral Sir Richard Wells (1888-1890)
- Rear Admiral Sir Henry Nicholson (1890-1892)
- Rear Admiral Sir Frederick Bedford (1892-1895)
- Rear Admiral Sir Harry Rawson (1895-1898)
- Rear Admiral Sir Robert Harris (1898-1900)
- Rear Admiral Sir Arthur Moore (1901-1903)
- Rear Admiral Sir John Durnford (1904-1907)
- Rear Admiral Sir Edmund Poë (1907-1908)
- Rear Admiral Sir George Egerton (1908-1910)
- Rear Admiral Sir Paul Bush (1910-1913)
- Vice Admiral Sir Herbert King-Hall (1913-1916)
- Vice Admiral Sir Edward Charlton (1916-1918)
- Vice Admiral Sir Edward Fitzherbert (1918-1920)

### Commander-in-Chief, Station d'Afrique
- Vice Admiral Sir William Goodenough (1920-1922)
- Vice Admiral Sir Rudolph Bentinck (1922-1924)
- Vice Admiral Sir Maurice Fitzmaurice (1924-1926)
- Vice Admiral Sir David Anderson (1926-1929)
- Vice Admiral Sir Rudolf Burmester (1929-1931)
- Vice Admiral Sir Hugh Tweedie (1931-1933)
- Vice Admiral Sir Edward Evans (1933-1935)
- Vice Admiral Sir Francis Tottenham (1935-1938)
- Vice Admiral Sir George Lyon (1938-1939), qui est ensuite devenu Commander-in-Chief, South Atlantic, 1939-40.